# Redemption (Joe Bonamassa)
Redemption è il tredicesimo album in studio del chitarrista rock blues americano Joe Bonamassa. È stato pubblicato il 21 settembre 2018 da J & R Records.
All'album Redemption è stato assegnato un punteggio metacritic di 69 su 100 basato su 4 critici, che indica recensioni generalmente favorevoli.
L'album si è classificato n. 26 su Billboard 200, n. 2 su Top Rock Albums, e n. 1 sulla classifica Album Blues.

## Tracce
1. Evil Mama – 5:29
2. King Bee Shakedown – 4:22
3. Molly O – 6:06
4. Deep In The Blues Again – 4:45
5. Self-Inflicted Wounds – 6:35
6. Pick Up The Pieces – 3:55
7. The Ghost Of Macon Jones – 5:24
8. Just 'Cos You Can Don't Mean You Should – 6:40
9. Redemption – 5:57
10. I've Got Some Mind Over What Matters – 5:50
11. Stronger Now In Broken Places – 4:33
12. Love is a Gamble – 5:13